# Llista d'episodis d'El món d'en Beakman
El món d'en Beakman va ser un programa de televisió educativa i divulgació científica, basat en la tira còmica You Can with Beakman and Jax, que es va emetre als EUA durant els anys 90 del segle xx.

## Temporades
| Temporada | Temporada | Episodis | Episodis | Dates d’emissió        | Dates d’emissió       |
| Temporada | Temporada | Episodis | Episodis | Primera emissió        | Última emissió        |
| --------- | --------- | -------- | -------- | ---------------------- | --------------------- |
|           | 1         | 26       | 26       | 18 de setembre de 1992 | 22 de maig de 1993    |
|           | 2         | 26       | 26       | 9 de setembre de 1993  | 3 de desembre de 1994 |
|           | 3         | 13       | 13       | 16 de setembre de 1995 | 9 de desembre de 1995 |
|           | 4         | 26       | 26       | 14 de setembre de 1996 | 4 de gener de 1998    |

## Llista d'episodis

### Temporada 1
| # Total | # Temporada | Títol | Data d'estrena als Estats Units                           | Data d'estrena en català |
| 1       | 1           | «La pluja, la beakmania i els volcans» «Rain, Beakmania & Volcanoes»                                                       | 18 de setembre de 1992                                    | 14 de novembre de 1994   |
| 2       | 2           | «La gravetat, la beakmania i la inèrcia» «Gravity, Beakmania & Inertia»                                                    | 26 de setembre de 1992                                    | 15 de novembre de 1994   |
| 3       | 3           | «Els sorolls de la nit» «Noises at Night, Beakmania & The Nose»                                                            | 3 d'octubre de 1992                                       | 16 de novembre de 1994   |
| 4       | 4           | «La sang, la beakmania i els somnis» «Blood, Beakmania & Dreams»                                                           | 10 d'octubre de 1992                                      | 17 de novembre de 1994   |
| 5       | 5           | «Fulles, beakmania i papers» «Leaves, Beakmania & Paper»                                                                   | 17 d'octubre de 1992                                      | 18 de novembre de 1994   |
| 6       | 6           | «El sabó, la Beakmania i els motors de cotxe» «Soap, Beakmania & Auto Engines»                                             | 24 d'octubre de 1992                                      | 21 de novembre de 1994   |
| 7       | 7           | «L'electricitat, la beakmania i les bombetes» «Electricity, Beakmania & Light Bulbs»                                       | 31 d'octubre de 1992                                      | 22 de novembre de 1994   |
| 8       | 8           | «So, la Beakmania i les explosions» «Sound, Beakmania & Explosions»                                                        | 7 de novembre de 1992                                     | 23 de novembre de 1994   |
| 9       | 9           | «La refracció, la Beakmania i els imants» «Refraction, Beakmania & Attraction»                                             | 14 de novembre de 1992                                    | 24 de novembre de 1994   |
| 10      | 10          | «Les palanques, la beakmania i la televisió» «Levers, Beakmania & Television»                                              | 21 de novembre de 1992                                    | 25 de novembre de 1994   |
| 11      | 11          | «Les barques, la beakmania i els avions» «Boats, Beakmania & Airplanes»                                                    | 28 de novembre de 1992                                    | 28 de novembre de 1994   |
| 12      | 12          | «Les bombolles, la beakmania i els peus» «Bubbles, Beakmania & Feet»                                                       | 23 de gener de 1993                                       | 29 de novembre de 1994   |
| 13      | 13          | «Els microscopis, la beakmania i la curació» «Microscopes, Beakmania & Healing»                                            | 30 de gener de 1993                                       | 30 de novembre de 1994   |
| 14      | 14          | «El mètode científic, la beakmania i els arcs de Sant Martí» «Scientific Method, Beakmania & Rainbows»                     | 6 de febrer de 1993                                       | 1 de desembre de 1994    |
| 15      | 15          | «Les vacunes, la beakmania i la fricció» «Vaccinations, Beakmania & Friction»                                              | 13 de febrer de 1993                                      | 2 de desembre de 1994    |
| 16      | 16          | «La termodinàmica, la beakmania i els grans» «Thermodynamics, Beakmania & Pimples»                                         | 20 de febrer de 1993                                      | 5 de desembre de 1994    |
| 17      | 17          | «Els fòssils, la beakmania i la veu humana» «Fossils, Beakmania & the Human Voice»                                         | 27 de febrer de 1993                                      | 7 de desembre de 1994    |
| 18      | 18          | «Els pulmons, la beakmania i els telèfons» «Lungs, Beakmania & Telephones»                                                 | 6 de març de 1993                                         | 9 de desembre de 1994    |
| 19      | 19          | «L'enregistrament de cassets, la beakmania i la força contra la pressió» «Tape Recordings, Beakmania & Force Vs. Pressure» | 3 de febrer de 1993 (TLC) 3 d'abril de 1993 (sindicada)   | 12 de desembre de 1994   |
| 20      | 20          | «Els microones, la beakmania i les aranyes» «Microwaves, Beakmania & Spiders»                                              | 10 d'abril de 1993                                        | 13 de desembre de 1994   |
| 21      | 21          | «El cerumen, la beakmania i els motors del coets» «Earwax, Beakmania & Rocket Engines»                                     | 17 de febrer de 1993 (TLC) 17 d'abril de 1993 (sindicada) | 14 de desembre de 1994   |
| 22      | 22          | «L'ozó, la beakmania i l'àcid» «Ozone, Beakmania & Acid»                                                                   | 24 de febrer de 1993 (TLC) 24 d'abril de 1993 (sindicada) | 15 de desembre de 1994   |
| 23      | 23          | «Els aparells sanitaris, la beakmania i les muntanyes russes» «Plumbing, Beakmania & Roller Coasters»                      | 3 de març de 1993 (TLC) 1 de maig de 1993 (sindicada)     | 16 de desembre de 1994   |
| 24      | 24          | «Les abelles, la beakmania i els terretrèmols» «Bees, Beakmania & Earthquakes»                                             | 8 de maig de 1993                                         | 19 de desembre de 1994   |
| 25      | 25          | «La reflexió, la beakmania i Madame Curie» «Reflection, Beakmania & Madame Curie»                                          | 15 de maig de 1993                                        | 20 de desembre de 1994   |
| 26      | 26          | «Les rodes, la beakmania i trobar respostes» «Wheels, Beakmania & Finding Answers»                                         | 22 de maig de 1993                                        | 21 de desembre de 1994   |

### Temporada 2
| # Total | # Temporada | Títol | Data d'estrena als Estats Units | Data d'estrena en català |
| 27      | 1           | «Els submarins» «Submarines, Beakmania & Digestion»                                                           | 18 de setembre de 1993          | 22 de desembre de 1994   |
| 28      | 2           | «El cor» «Heart, Beakmania & Helicopters»                                                                     | 25 de setembre de 1993          | 23 de desembre de 1994   |
| 29      | 3           | «Les piles, la Beakmania i els globus» «Batteries, Beakmania & Balloons»                                      | 2 d'octubre de 1993             | 28 de desembre de 1994   |
| 30      | 4           | «Els túnels, la Beakmania i els trens» «Tunnels, Beakmania & Trains»                                          | 16 d'octubre de 1993            | 30 de desembre de 1994   |
| 31      | 5           | «Els rat-penats, la Beakmania i els planadors» «Bats, Beakmania & Energy»                                     | 30 d'octubre de 1993            | 29 de desembre de 1994   |
| 32      | 6           | «El cel, la Beakmania i en Henry Ford» «Sky, Beakmania & Henry Ford»                                          | 23 d'octubre de 1993            | 2 de gener de 1995       |
| 33      | 7           | «El piano, la Beakmania i les il·lusions» «Sound, Beakmania & Illusions»                                      | 6 de novembre de 1993           | 3 de gener de 1995       |
| 34      | 8           | «Els llamps, la Beakmania i els ossos» «Lightning, Beakmania & Bones»                                         | 13 de novembre de 1993          | 9 de gener de 1995       |
| 35      | 9           | «La lluna, la Beakmania i els ascensors» «Moon, Beakmania & Elevators»                                        | 20 de novembre de 1993          | 27 de desembre de 1994   |
| 36      | 10          | «Els videojocs, la Beakmania i les dents» «Video Games, Beakmania & Teeth»                                    | 27 de novembre de 1993          | 10 de gener de 1995      |
| 37      | 11          | «Les revisions mèdiques, la Beakmania i el petroli» «Check-Up Time, Beakmania & Oil»                          | 25 de desembre de 1993          | 4 de gener de 1995       |
| 38      | 12          | «En Benjamin Franklin, la Beakmania i les reaccions químiques» «Ben Franklin, Beakmania & Chemical Reactions» | 5 de febrer de 1994             | 11 de gener de 1995      |
| 39      | 13          | «Les formigues, la Beakmania i les col·lisions» «Ants, Beakmania & Collisions»                                | 26 de febrer de 1994            | 12 de gener de 1995      |
| 40      | 14          | «El dolor, la Beakmania i els cometes» «Pain, Beakmania & Comets»                                             | 15 d'octubre de 1994            | 13 de gener de 1995      |
| 41      | 15          | «La hidràulica, la Beakmania i els dinosaures» «Hydraulics, Beakmania & Dinosaurs»                            | 29 d'octubre de 1994            | 16 de gener de 1995      |
| 42      | 16          | «Els motors elèctrics, la Beakmania i el temps» «Electric Motors, Beakmania & Time»                           | 3 de desembre de 1994           | 17 de gener de 1995      |
| 43      | 17          | «Les granotes, la Beakmania i els polímers» «Frogs and Toads, Beakmania & Polymers»                           | 1 d'octubre de 1994             | 18 de gener de 1995      |
| 44      | 18          | «Els diners, la Beakmania i la hidroelectricitat» «Money, Beakmania & Water Power»                            | 12 de novembre de 1994          | 19 de gener de 1995      |
| 45      | 19          | «Les escombraries, la Beakmania i la meteorologia» «Garbage, Beakmania & Meteorology»                         | 26 de novembre de 1994          | 20 de gener de 1995      |
| 46      | 20          | «Els gratacels, la Beakmania i els indicadors» «Skyscrapers, Beakmania & Indicators»                          | 19 de novembre de 1994          | 23 de gener de 1995      |
| 47      | 21          | «Els taurons, la Beakmania i Einstein» «Sharks, Beakmania & Einstein»                                         | 5 de novembre de 1994           | 24 de gener de 1995      |
| 48      | 22          | «La floridura, la Beakmania i les coves» «Mold, Beakmania & Caves»                                            | 16 d'abril de 1994              | 25 de gener de 1995      |
| 49      | 23          | «El moment, la Beakmania i les vaques» «Momentum, Beakmania & Cows»                                           | 24 de setembre de 1994          | 26 de gener de 1995      |
| 50      | 24          | «Les al·lèrgies, la Beakmania i els codis xifrats» «Allergies, Beakmania & Codes»                             | 8 d'octubre de 1994             | 27 de gener de 1995      |
| 51      | 25          | «Les serps, la Beakmania i les estacions» «Snakes, Beakmania & Seasons»                                       | 22 d'octubre de 1994            | 30 de gener de 1995      |
| 52      | 26          | «Els tornados, la Beakmania i l'extinció d'incendis» «Tornadoes, Beakmania & Firefighting»                    | 17 de setembre de 1994          | 31 de gener de 1995      |

### Temporada 3
| # Total | # Temporada | Títol                                                                                           | Data d'estrena als Estats Units | Data d'estrena en català |
| 53      | 1           | «Les llavors, la Beakmania i els ponts» «Seeds, Beakmania & Bridges»                            | 7 d'octubre de 1995             | 11 d'abril de 1995       |
| 54      | 2           | «L'equilibri, la Beakmania i el camuflament» «Balance, Beakmania & Camouflage»                  | 4 de novembre de 1995           | 12 d'abril de 1995       |
| 55      | 3           | «Els carbonis, la Beakmania i els invents» «Carbon, Beakmania & Inventions»                     | 28 d'octubre de 1995            | 13 d'abril de 1995       |
| 56      | 4           | «Els giroscopis, la Beakmania i el cor sa» «Gyroscopes, Beakmania & the Heart»                  | 23 de setembre de 1995          | 14 d'abril de 1995       |
| 57      | 5           | «L'acer, la Beakmania i la fotografia» «Steel, Beakmania & Developing Film»                     | 2 de desembre de 1995           | 15 d'abril de 1995       |
| 58      | 6           | «El sol, la Beakmania i la metamorfosi» «The Sun, Beakmania & Metamorphosis»                    | 18 de novembre de 1995          | 16 d'abril de 1995       |
| 59      | 7           | «El buit, la Beakmania i els teixits» «Vacuums, Beakmania & Weaving»                            | 14 d'octubre de 1995            | 17 d'abril de 1995       |
| 60      | 8           | «La neu, la Beakmania i la supervivència» «Snow, Beakmania & Natural Selection»                 | 9 de desembre de 1995           | Sense anunciar           |
| 61      | 9           | «La Beakmania, els al·ligàtors i els cocodrils» «Alligators and Crocodiles, Beakmania & Robots» | 25 de novembre de 1995          | Sense anunciar           |
| 62      | 10          | «Els guèisers, les fonts termals i la Beakmania» «Geysers and Hot Springs, Beakmania & Kidneys» | 16 de setembre de 1995          | Sense anunciar           |
| 63      | 11          | «El son, la Beakmania i l'amplificació» «Sleep, Beakmania & Amplification»                      | 30 de setembre de 1995          | Sense anunciar           |
| 64      | 12          | «Els crustacis i Bernoulli» «Crustaceans, Beakmania & Bernoulli»                                | 21 d'octubre de 1995            | Sense anunciar           |
| 65      | 13          | «Les illes, la Beakmania i les molles» «Islands, Beakmania & Energy»                            | 11 de novembre de 1995          | Sense anunciar           |

### Temporada 4
| # Total | # Temporada | Títol | Data d'estrena als Estats Units | Data d'estrena en català |
| 66      | 1           | «La suor, la Beakmania i com pesar un cotxe» «Sweat, Beakmania & Weighing a Car»                                           | 14 de setembre de 1996          | Sense anunciar           |
| 67      | 2           | «Les migracions, la Beakmania i viure a l'espai» «Migration, Beakmania & Living Space»                                     | 21 de setembre de 1996          | Sense anunciar           |
| 68      | 3           | «El bec de Bunsen, la Beakmania i el clavegueram» «Bunsen, Beakmania & Sewage»                                             | 5 d'octubre de 1996             | Sense anunciar           |
| 69      | 4           | «Els gats, la Beakmania i la dinamita» «Cats, Beakmania & Dynamite»                                                        | 8 de novembre de 1997           | Sense anunciar           |
| 70      | 5           | «La boca, la Beakmania i la proporció» «The Mouth, Beakmania & Scale»                                                      | 19 d'octubre de 1996            | Sense anunciar           |
| 71      | 6           | «Els catalitzadors, la Beakmania i els aerosols» «Catalysts, Beakmania & Aerosol Cans»                                     | 20 de setembre de 1997          | Sense anunciar           |
| 72      | 7           | «El cautxú, la Beakmania i els cabells» «Rubber, Beakmania & Hair»                                                         | 14 de desembre de 1996          | Sense anunciar           |
| 73      | 8           | «Els camells, la Beakmania i la densitat» «Camels, Beakmania & Density»                                                    | 29 de novembre de 1997          | Sense anunciar           |
| 74      | 9           | «Els bumerangs, la Beakmania i la ciència del circ» «Boomerangs, Beakmania & Circus Science»                               | 18 de gener de 1997             | Sense anunciar           |
| 75      | 10          | «Els elefants, la Beakmania i els raigs X» «Elephants, Beakmania & X-Rays»                                                 | 28 de setembre de 1996          | Sense anunciar           |
| 76      | 11          | «La pell, la Beakmania i l'oxigen» «Skin, Beakmania & Oxygen»                                                              | 30 de novembre de 1996          | Sense anunciar           |
| 77      | 12          | «El pa, la Beakmania i els mesuraments» «Bread, Beakmania & Measurement»                                                   | 16 de novembre de 1996          | Sense anunciar           |
| 78      | 13          | «L'electromagnetisme, la Beakmania i els sentits» «Electromagnets, Beakmania & Senses»                                     | 9 de novembre de 1996           | Sense anunciar           |
| 79      | 14          | «Els primats, la Beakmania i l'ull» «Chimps, Beakmania & Eye Exams»                                                        | 13 de setembre de 1997          | Sense anunciar           |
| 80      | 15          | «La ciència de la màgia, la Beakmania i els cosmètics» «Magic, Beakmania & Cosmetic Chemistry»                             | 28 de desembre de 1996          | Sense anunciar           |
| 81      | 16          | «Els porcs, la Beakmania i la freqüència» «Pigs, Beakmania & Sound Frequency»                                              | 27 de setembre de 1997          | Sense anunciar           |
| 82      | 17          | «Els tresors enfonsats, la Beakmania i el cargol d'Arquímedes» «Sunken Treasure, Beakmania & Archimedian Screw»            | 11 d'octubre de 1997            | Sense anunciar           |
| 83      | 18          | «Les balenes, la Beakmania i les il·lusions òptiques II» «Whales, Beakmania & Optical Illusions II»                        | 18 d'octubre de 1997            | Sense anunciar           |
| 84      | 19          | «La barrera del so, la Beakmania i la vida sana» «Sound Barrier, Beakmania & Healthy Living»                               | 25 d'octubre de 1997            | Sense anunciar           |
| 85      | 20          | «L'exploració ocular, la Beakmania i el moviment circular» «Polar Exploration, Beakmania & Circular Motion»                | 4 d'octubre de 1997             | Sense anunciar           |
| 86      | 21          | «Els gossos, la Beakmania i l'enginyeria biomèdica» «Dogs, Beakmania & Bio-Medical Engineering»                            | 11 de gener de 1997             | Sense anunciar           |
| 87      | 22          | «El creixement humà, la Beakmania i les solucions i les suspensions» «Human Growth, Beakmania & Solutions and Suspensions» | 15 de novembre de 1997          | Sense anunciar           |
| 88      | 23          | «L'acció i la reacció, la Beakmania i els lloros» «Action-Reaction, Beakmania & Talking Birds»                             | 22 de novembre de 1997          | Sense anunciar           |
| 89      | 24          | «La protozoologia, la Beakmania i els especialistes del cinema» «Protozoology, Beakmania & Movie Stunts»                   | 6 de desembre de 1997           | Sense anunciar           |
| 90      | 25          | «Els cavalls, la Beakmania i les neveres» «Horses, Beakmania & Refrigerators»                                              | 1 de novembre de 1997           | Sense anunciar           |
| 91      | 26          | «Les empremtes dactilars, la beakmania i la flatulència» «Fingerprints, Beakmania & Flatulence»                            | 4 de gener de 1998              | Sense anunciar           |